# كارل شابارد
كارل شابارد (بالإنجليزية: Karl Sheppard)‏ (14 فبراير 1991 بدبلن في جمهورية أيرلندا - ) هو لاعب كرة قدم أيرلندي في مركز الهجوم. شارك مع منتخب جمهورية أيرلندا تحت 21 سنة لكرة القدم. أما مع النوادي، فقد لعب مع نادي أكرينغتون ستانلي ونادي ريدنغ ونادي شامروك روفرز ونادي كورك سيتي ونادي غالواي ‏ ودوري أيرلندا الحادي عشر ‏ وغالواي يونايتد ‏.

## وصلات خارجية
- كارل شابارد على موقع الاتحاد الأوربي (الإنجليزية)
- كارل شابارد على موقع قاعدة بيانات كرة القدم.إي يو (الإنجليزية)
- كارل شابارد على موقع Soccerbase.com (لاعب) (الإنجليزية)
- كارل شابارد على موقع Soccerway.com (الإنجليزية)